# Менжулін Вадим Ігорович
Менжу́лін Вади́м І́горович (*1968, Донецьк) — український філософ. Доктор філософських наук, професор, завідувач кафедри філософії та релігієзнавства Національного університету «Києво-Могилянська академія».

## Біографія
Народився в місті Донецьку. Навчався на філософському факультеті Національного університету ім. Тараса Шевченка. Закінчив аспірантуру на кафедрі історії зарубіжної філософії того ж університету.
З 1993 року працює на кафедрі філософії та релігієзнавства Національного університету «Києво-Могилянська академія», спершу на посаді доцента, з 2015 року — на посаді її завідувача. З 1998 до 2001 року працював в Українському інституті соціальних досліджень, де з 1999 до 2000 року обіймав посаду директора Центру кризових сімей, спільного проекту УІСД та Центру соціальної дії при Лестерському університеті (Лестер, Велика Британія). у 2000 році здобув грант програми наукових обмінів ім. Фулбрайта. Керував науковим проектом з історії психіатрії в Україні при Асоціації психіатрів України.

## Вибрані праці

### Монографії
- Біографічний підхід в історико-філософському пізнанні. — Київ: НаУКМА, Аграр Медіа груп, 2010. — 455 с.
- Другой Сикорский. Неудобные страницы истории психиатрии.- Київ: Сфера, 2004. — 490 с.
- Расколдовывая Юнга: От апологетики к критике.- Київ: Сфера, 2002. — 207 с.
- Мифологическая революция в психоанализе. — Київ: Наукова думка, 1996. — 114 с.

### Статті
- Менжулін В. І. Рецепція наукових досліджень Івана Сікорського на Заході // Наукові записки НаУКМА. Філософія та релігієзнавство. – Том 2. – К. : НаУКМА, 2018. – С. 43–56. APA citation: Менжулін, В. І. (2018). Рецепція наукових досліджень Івана Сікорського на Заході. Наукові записки НаУКМА. Філософія та релігієзнавство, 2, 43–56. https://doi.org/10.18523/2617-16782153215
- Менжулін В. І. На шляху до християнсько-юдейського діалогу: за матеріалами публікацій у журналі «Труды Киевской духовной академии» (1860–1917) // Наукові записки НаУКМА. Філософія та релігієзнавство. – Том 1. – К.: НаУКМА, 2018. – С. 65–78. APA citation: Менжулін, В. І. (2018). На шляху до християнсько-юдейського діалогу: за матеріалами публікацій у журналі «Труды Киевской духовной академии» (1860–1917). Наукові записки НаУКМА. Філософія та релігієзнавство, 1, 65–78. https://doi.org/10.18523/2617-16781141919
- Лютий Т. В., Мінаков М. А., Кебуладзе В. І., Менжулін В. І. XVI Могилянський історико-філософський семінар: філософія Ніцше як творення концептів // Наукові записки НаУКМА. Філософія та релігієзнавство. – Том 1. – К.: НаУКМА, 2018. – С. 91–105. APA citation: Лютий, Т. В., Мінаков, М. А., Кебуладзе, В. І., & Менжулін, В. І. (2018). XVI Могилянський історико-філософський семінар: філософія Ніцше як творення концептів. Наукові записки НаУКМА. Філософія та релігієзнавство, 1, 91–105. https://doi.org/10.18523/2617-16781141922
- Менжулін, В. І. Взгляд // Микола Мандрич / упоряд. Ю. Лазаревська. – К. : Видавничий дім «Антиквар», 2018. – С. 215–217.
- Менжулін, В. І. Довідково-енциклопедична біографістика як жанр сучасних історико-філософських досліджень: англо-американський та український досвід // Sententiae. – 2018.  – Том 37. – № 1. – C. 153–167. APA citation: Menzhulin, V. (2018). Довідково-енциклопедична біографістика як жанр сучасних історико-філософських досліджень: англо-американський та український досвід. Sententiae, 37(1), 153–167. https://doi.org/10.22240/sent37.01.153
- Carl Jung oraz Zygmunt Freud: podobieństwa i różnice. Teoria archetypów Carla Gustava Junga // Hortus (In)Conclusus. Polska i Ukraina: Rozmowy o filozofii i literaturze, pod red. Antona Marczyńskiego, Fundacja na Rzecz Myślenia im. Barbary Skargi, Warszawa, 2017. isbn: 978-83-64547-31-7. – S. 123–125.
- Менжулін, В. І. Постать і спадщина почесного члена Київської духовної академії Івана Сікорського: сучасні інтерпретації // Наукові записки НаУКМА. – Т. 192: Філософія та релігієзнавство. – К.: НаУКМА, 2017. – С. 73–78.
- Менжулін, В. І. Про нередукційну біографію та вічне самоперевершення (Лютий Т., Ніцше. Самоперевершення. Київ: Темпора, 2016) // Sententiae. – 2017. – Том XXXVI. – № 1. – С. 166–172. APA citation: Menzhulin, V. (2017). Про нередукційну біографію та вічне самоперевершення (Лютий Т., Ніцше. Самоперевершення. Київ: Темпора, 2016). Sententiae, 36(1), 166–172. https://doi.org/10.22240/sent36.01.166
- Менжулін, В. І. Релігія у житті психіатра: за матеріалами біографії почесного члена Київської духовної академії Івана Сікорського // Біографічний підхід у вивченні історії та спадщини Київської духовної академії: збірник наукових праць / упоряд. і відп. ред. М. Л. Ткачук. ‒ К. : Вид. дім «Києво-Могилянська академія», 2016. – С. 122–143.
- Менжулін, В. І. Про деякі актуальні проблеми теорії та методології історико-філософської біографістики // Магістеріум. – Вип. 65. Історико-філософські студії. – К. : НаУКМА, 2016. – С. 3–14.
- Менжулін, В. І. [Виступ]: Philosophy of Mind? – Mind the Gap! : Матеріали круглого столу // Філософська думка. – 2016. – № 2. – С. 27–28.
- Менжулін, В. І. Історико-філософські студії в НаУКМА: актуальні методологічні питання // Актуальні проблеми духовності : [ зб. наук. праць / ред. Я. В. Шрамко]. – Вип. 16. – Кривий Ріг: КПІ ДВНЗ «КНУ», 2015. – С. 74–88.
- Менжулін, В. І. Щодо методологічних засад історико-філософської біографістики (за матеріалами періодичних видань кафедри філософії та релігієзнавства НаУКМА) // Наукові записки. – Т. 167 : Філософія та релігієзнавство. – К. : [ВПЦ НаУКМА], 2015. – С. 31–38.
- Менжулін, В. І. Історіографія філософії у контексті філософії досвіду // Наукові записки. – Т. 141 : Філософія та релігієзнавство. – К. : [ВПЦ НаУКМА], 2013. – С. 32–38.
- Застосування психологічного аналізу в історико-філософській біографістиці: загрози i перспективи їх подолання // Актуальні проблеми духовності : зб. наук. праць / ред.  Я. В. Шрамко. – Вип. 14. – Кривий Ріг : ДВНЗ "КНУ", 2013. – С. 103–118.
- Про біографічний аспект історіографії філософії: досвід дослідників з НаУКМА // Мультиверсум. Філософський альманах. – Випуск 2 (120). – К., 2013. – С. 70–79.
- Эйфория. Читать! [Предисловие] // Талалаевский И. Три фурии времен минувших. Хроники страсти и бунта. Лу Андреас-Саломе, Нина Петровская, Лиля Брик. – СПб.: Алетейя, 2013. – 840 с.: ил. – С. 5–8.
- Биография философа: изучать нельзя не изучать // Автор и биография, письмо и чтение : сборник докладов / ред.-сост. Ю. П. Зарецкий, В. П. Лихачев, А. Ю. Зарецкая; Нац. исслед. ун-т «Высшая школа экономики». — М.: Изд. дом Высшей школы экономики, 2013. — C. 42–63. Рецензия в международном многоязычном рецензируемом журнале Падуанского университета: Avtobiografia. Journal on Life Writing and the Representation of the Self in Russian Culture. – 2013. – № 2. – P. 192–194.
- Філософія як воля до влади // Філософська думка. – № 6. – 2012. – С. 5-18.
- Виступ на презентації книги «Вілен Горський: дотики, смисли, споглядання» // Філософська думка. – № 5. – 2012. – С. 11–13.
- К вопросу о киевском хронотопе, или Как поссорились Исаак Моисеевич с Иваном Алексеевичем и что это дало Льву Исааковичу с Игорем Ивановичем // Актуальні проблеми духовності : зб. наук. праць / ред.  Я. В. Шрамко. – Вип. 13. – Кривий Ріг : ДВНЗ "КНУ", 2012. – С. 85–93.
- Метод аісторичного реконструювання як історичний метод // Філософська думка. – № 4. – 2012. – С. 127–133.
- Машинерія магнетизму // Критика. – Рік XVI, Число 5 (175) (Травень, 2012). – С. 10.
- Філософська «контрабанда»: автобіографічний, біографічний і психоаналітичний аспекти // Наукові записки. – Т. 128 : Філософія та релігієзнавство. – К. : [ВПЦ НаУКМА], 2012. – С. 3–9.
- Философская "контрабанда": автобиографический, биографический и психоаналитический аспекты / В. И. Менжулин // Эсхатос-II : философия истории в контексте идеи "предела" : сб. статей. – Одесса : "Фридман А.С.", 2012. – C. 187–202.
- З любов’ю до творця: біографічні складові історико-філософського пізнання у візії Вілена Горського / В. І. Менжулін // Вілен Горський : дотики, смисли, споглядання : зб. наук. пр. / за ред. М. Л. Ткачук ; упоряд. М. Л. Ткачук, Л. Д. Архипова. – К. : Аграр Медіа Груп, 2011. – C. 74–91.
- Історико-філософська біографістика: провідні тенденції та віхи становлення // Наукові записки. – Т. 115 : Філософія та релігієзнавство. – К. : НаУКМА, 2011. – С. 18–25.
- Біографія філософа як парадокс // Актуальні проблеми духовності : зб. наук. праць. – Вип. 11. – Кривий Ріг : Видавничий дім, 2010. – С. 3–23.
- Біографічна філософія і філософічна біографістика у творчості філософа-письменника (випадок Ж.-П. Сартра) // Людина в часі : (філос. аспекти укр. л-ри ХХ–ХХІ ст.) / НаУКМА ; упоряд.: В. Моренець, М. Ткачук. – К. : Унів. вид-во ПУЛЬСАРИ, 2010. – С. 76–111.
- Карл Ясперс про роль особистості філософа в історії філософії // Наукові записки. – Т. 102 : Філософія та релігієзнавство. – К. : НаУКМА [Аграр Медіа Груп], 2010. – С. 26–32.
- Структуралізм, «смерть автора» і біографізм // Магістеріум. – Вип. 39 : Історико-філософські студії. – К. : НаУКМА [Аграр Медіа Груп], 2010. – С. 12–19.
- Біографія філософа після «смерті автора» : випадок Фуко // Українська біографістика = Biographistica Ukrainica : зб. наук. праць / Нац. б-ка України ім. В. І. Вернадського. – К., 2010. – Вип. 6. – С. 40–54.
- Філософія, біографія та психоаналіз: випадок Ніцше. Стаття 2. «Пацієнт» // Філософська думка. – №6. – 2009. – С. 112–120.
- Філософія, біографія та психоаналіз: випадок Ніцше. Стаття 1. «Лікар» // Філософська думка. – №4. – 2009. – С. 102–119.
- Freud в Україні: транслітерація у світлі біографії // Українська біографістика = Biographistica Ukrainica : зб. наук. праць / НАН України, Нац. б-ка України ім. В. І. Вернадського ; редкол. : Т. І. Ківшар (гол. ред.) та ін. – К., 2009. – Вип. 5. – С. 92-101.
- Фрейд би заплакав // Критика. – Рік XIII, Число 7–8 (141–142) (Липень – Серпень, 2009). – С. 14–16.
- Біографічний аспект історико-філософських досліджень Куно Фішера // Актуальні проблеми духовності. – Вип. 10. –  Кривий Ріг: Видавничий дім, 2009. – С. 87–116.
- Біографія філософа як мистецтво і наука у працях Арсенія Гулиги // Наукові записки. –  К.: Національний університет «Києво-Могилянська академія», 2009. – Т. 89. Філософія та релігієзнавство. –  С. 34–41.
- Біографістика між філософією життя та герменевтикою: досвід Дильтая // Докса. Збірник наукових праць з філософії та філології. Вип. 12: Німецька традиція в філософії та культурі. – Одеса: ОНУ  м. І.І. Мечникова, 2008. – С.211–220.
- Національно-етнічна ідентичність як проблема філософської біографістики // Етнічність і влада: регіональні, національні і глобальні проекти. Матеріали VII міжнародного семінару 15–17 травня 2008 р., м. Ялта / За ред. Т.О. Сенюшкіної. – Севастополь: ЕКОСІ – Гідрофізика, 2008. – С. 126–127.
- Континентальна та аналітична філософія: проект возз’єднання біографій (Передмова до публікації українського перекладу двох глав із книги С. Крічлі "Континентальна філософія: дуже короткий вступ") // Могилянські історико-філософські студії. – К.: Видавничий дім «Києво-Могилянська академія», 2008. – С. 293–301.
- Біографія лектора та ідея університету (сучасна гуманітаристика на шляху до самовизначення) //Докса. Збірник наукових праць з філософії та філології. Вип.13. Сміх та серйозність. Множинність видів та взаємин. – Одеса: ОНУ ім. І.І. Мечникова, 2008. – С.249–258.
- Актуальність Діогенів (до питання про біографічний підхід у О.Ф. Лосєва) // Магістеріум. Вип. 30. Історико-філософські студії. – К.: Видавничий дім «Києво-Могилянська Академія», 2008. – С. 83–96.
- Психобіографічне підґрунтя психоаналітичних відкриттів та поняття «творчої хвороби» // Наукові  записки. –  К.: Видавничий дім «Києво-Могилянська академія», 2008. – Т. 76. Філософія та релігієзнавство. –  С. 11–18.
- Біографія філософа як складова історико-філософського пізнання: досвід фахівців з англомовних країн // Практична філософія. – №3, 2008. – С. 237–248.
- Новий історизм: елементи філософсько-біографічної прагматики // Філософська думка. – №4. – 2008. – С. 81–99.
- Транслітерація у дзеркалі біографістики: чому «Фройд» – не варто, а «Вітгенштайн» – слід? // Актуальні проблеми духовності. – Вип. 9. –  Кривий Ріг: Видавничий дім, 2008. – С.194–215.
- Место встречи по-русски интересно. Отзыв на книгу отзывов // Ab Imperio. Исследования по новой имперской истории и национализму в постсоветском пространстве. – №2 (2008). – C. 414–420.
- Від перекладача // Крічлі C. Вступ до континентальної філософії. – Київ: ТОВ «Стилос», 2008. – C. 7–15.
- Фройд або Фрейд: біографічний аргумент // Психоаналіз. – №2 (10). – К., 2007. – С. 104–110. Російський переклад: там само. – С. 111–118.
- Вища освіта в Україні: парадокси доби посткомунізму // Громадянське суспільство в Україні за доби глобалізації: ціннісно-нормативне та інституційне забезпечення його розбудови. – К.: Інститут ліберального суспільства, 2007. – С. 290–297.
- Між приватним та публічним: політика Хани Арендт в якості біографа // Актуальні проблеми духовності. – Вип. 8. –  Кривий Ріг: Видавничий дім, 2007. – С.75–90.
- Громадянська самба: як протистояти «кольоровим» протистоянням // Український гуманітарний огляд. – Вип. 12. – К.: «Критика», 2007. – С. 73–83.
- Зиґмунд Фрейд між натуралізмом та трансценденталізмом: варіації на тему Блюменберга // Актуальні пробл. духовності.– Кривий Ріг: КДПУ, 2006. – С. 67–86.
- Смішне, пусте та сумне в сучасній філософії // Наукові записки. – Т. 50. – Філософія та релігієзнавство. – К.: НаУКМА, 2006. – С. 44–49 (або: Докса. Збірник наукових праць з філософії та філології. Вип. 9. Семантичні й герменевтичні виміри сміху. – Одеса: ОНУ ім. І.І.Мечникова, 2006. – С. 111–118).
- Філософські уподобання Івана Сікорського // Наукові записки. – Т. 37. – Філософія та релігієзнавство. – К.: НаУКМА, 2005. – С.71–77.
- Нові пригоди архетипів // Могилянський історико-філософський семінар. Вип.. 1: 2003–2005. – К.: Вид. дім «Києво-Могилянська акад.». – С. 143–161 (або у зб.: Актуальні проблеми духовності. – Вип. 6. – Кривий Ріг: КДПУ, 2005. – С. 111–128).
- До історії взаємовідносин філософії та психіатрії: психоструктуралізм Сільвано Арієті // Філософська думка. – №2. – 2005. – С. 30–50 (русский вариант статьи: Феноменологія і мистецтво. Щорічник українського феноменологічного товариства, 2002–2003. – К.: ППС-2002, 2005. – С.102–122).
- Іван Сікорський очима його сучасників // Магістеріум. Вип. 13. Історико-філос. студії. – К.: НаУКМА, 2004. – С.88–96.
- [Виступ]: Історико-філософське знання в Україні: стан і перспективи. Ч. 2: Матеріали круглого столу // Філос. думка. – 2004. – № 3. – С. 148–149 (або: Могилянський історико-філософський семінар. Вип.. 1: 2003–2005. – К.: Вид. дім «Києво-Могилянська акад.». – С. 32–33).
- Философия с "меркантильной" точки зрения // Актуальні проблеми духовності. – Зб. наукових праць. – Вип.4(1). – Кривий Ріг: Видавництво "І.В.І.". – 2002. – С.183–196.
- Биографическая подоплека в истории психоанализа и понятие "творческой болезни"// Вісник МСУ. Юдаїка. – 8/2002. – С.130–145.
- Філософія як об’єкт біоетики // II міжнародний симпозіум з біоетики. – К.: "Видавництво В. Карпенко", 2002. – С. 26.
- Гендер з плюралістичної точки зору // У збірці: Філософсько-антропологічні студії – 2001. Спецвипуск. – К.: Стилос, 2001. – С.59–68.
- Київський центр підтримки сім'ї // Соціальна політика та соціальна робота. – 2000, № 1. – С. 37–46.
- Соціально-психологічні проблеми сільської родини // Соціальні пробл. сільськ. родини у перехідний період в Україні.– К.:"Академпрес", 1998.– С. 72–84.
- Соціально-психологічний портрет сільської жінки // Соціальне становище сільської жінки в Україні. – К.: "Академпрес", 1998. – С. 56–65.
- К истории одного конфликта // Предисл.  к кн.: Между Эдипом и Озирисом. – Львов: Инициатива; М.: Совершенство, 1998. – С.11–38.
- К вопросу о возможности использования феноменологического метода в аналитической психологии К.Г.Юнга // Феноменология и гуманит. знание. – К.: Тандем, 1998. – С.170–180.
- Путь героя // Предисловие к книге: Отто Ранк, Миф о рождении героя, Киев–Москва: Ваклер–Рефлбук, 1997. – С.7–20.
- Психоанализ и мифология (Прелюдия к "Критике темного разума") // Тезисы выступления на конф. "Украина: человек, общество, природа". – К.: НаУКМА, 1997. – С.74–76.
- От составителя // Предисловие к книге: К.Г.Юнг, Душа и миф. Шесть архетипов. – Киев: Гос. библиот. Украины для юношества, 1996. – С. 6–8.
- Mitologiczna rewolucja w psychoanalizie // Sociologia Wiedzy i Jej Wrogowie (Liublin: Wyd-wo Uniw-tu M. Curie-Sklodowskiej, 1995. – 193–214. (польск. пер. – Witold Martyna)
- Аналитическая психология: ее теория на практике // Предисл. к кн.: К.Юнг, Тэвистокские лекции, К.: Синто, 1995.– С.I–VII.
- К психоаналитическому толкованию мифа о Прометее // Философская и социологическая мысль. – №7–8. – 1993. – С.187–194.
- Эрнст Кассирер: Вехи жизни и творчества  // Философская и социологическая мысль. – №5. – 1991. – С.55–64.
- Шеллинг и Гегель: два взгляда на мифологию  (в соавторстве) // Философские исследования (сборник студенческих научных работ). – К.: КГУ, 1990. – С.4–16.

### Наукові переклади
- Саймон Крічлі, Вступ до континентальної філософії. — Київ: ТОВ «Стилос», 2008. — 152 с. — («Сучасна гуманітарна бібліотека»). Рецензія: Рогожинська А. Іспит на вступ до континентальної філософії // Філософська думка. — № 6. — 2012. — С. 117–119.
- Ричард Нолл, Таємна церква: передача харизматичного авторитету. //Український соціум: соціологічні дослідження та моніторинг соціальної політики. — № 1, 2002. — С 134–143
- Жорж Нажель, «Мистерии» Осириса в Древнем Египте // В кн.: Уоллис Бадж, Легенды о египетских богах. — Киев-Москва: Ваклер-Рефлбук, 2001. — С.179-196.
- Вальтер Отто, Смысл Элевсинских мистерий // В кн.: Карл Кереньи, Элевсин: Архетипический образ матери и дочери. — Москва: Рефлбук, 2000. — С.251-274.
- Ричард Нолл, Вампиры, оборотни, демоны в психиатрической литературе XX века. — Киев: Факт, 1999. — 250 с.
- Ричард Нолл, Арийский Христос: Тайная жизнь Карла Юнга. — Киев-Москва: Ваклер-Рефлбук, 1998. — 429 с.
- Джеймс Браун, Психология Фрейда и постфрейдисты // Киев-Москва: Ваклер-Рефлбук, 1997. — 298 с. (в соавторстве). 2-е изд. (2001).
- Карл Густав Юнг, Тэвистокские лекции. — Киев: Синто, 1995. — 228 с.; 2-е издание (Киев-Москва: Ваклер-Рефлбук, 1998). 3-е издание (Минск: Харвест, 2003); 4-е издание (Москва: АСТ, 2010).
- Зигмунд Фрейд, Добывание и покорение огня // В журн.: Философская и социологическая мысль. — № 7-8, 1993. — С. 195–200.
- Томас Себеок, Два сына Креза. Коммуникативный миф у Геродота // В журн.: Новый круг. — № 3, 1993. — С.142-151. (в соавторстве)
- Эрнст Кассирер, Иудаизм и современные политические мифы // В журн.: Новый круг. — № 2, 1992. — с.188-192.
- Эрнст Кассирер, Опыт о человеке (2 главы из книги) // В журн.: Философская и социологическая мысль. — № 5, 1991. — С.65-85.